# Ernst von Pfuel
Ernst Heinrich Adolf von Pfuel (Jahnsfelde bij Müncheberg, 3 november 1779 - Berlijn, 3 december 1866) was een Pruisisch militair en politicus. Hij was korte tijd minister-president en minister van Oorlog en geldt als de grondlegger van de militaire zwemsport.

## Leven
Ernst von Pfuel, zoon van generaal-majoor Ernst Ludwig von Pfuel (1718-1789), was een telg uit een oeroud adellijk geslacht uit Lebus en de Barnim in de Mark Brandenburg. Na de cadettenschool te Berlijn te hebben bezocht trad hij in 1797 in dienst van het Pruisische leger. In 1801 leerde hij de schrijver Heinrich von Kleist kennen, met wie hij in 1803 een reis naar Zwitserland, de Italiaanse landen en Frankrijk ondernam. De vriendschap tussen beide mannen had, zo blijkt uit hun correspondentie, homo-erotische trekken. Na zich een tijd in Parijs te hebben opgehouden keerde hij in 1805 in de militaire dienst terug.
Pfuel maakte in 1806 de Slag bij Auerstedt mee. Hij trad in 1809 in Oostenrijkse dienst. In 1810 stichtte hij te Praag de eerste militaire zwemschool ter wereld. Ook in Wenen, waarheen hij in 1811 werd overgeplaatst, en later in Berlijn richtte hij zwembaden op en stimuleerde hij de zwemsport. Hij leerde in Praag Heinrich Friedrich Karl vom und zum Stein kennen, met wie hij zich beraadde over verzet tegen de Franse overheersing. Met dit doel trad hij in 1812 in dienst van Rusland, waar hij chef van de generale staf van Friedrich Karl von Tettenborn werd. Sinds 1814 wederom in Pruisische dienst, onderscheidde hij zich in de Slag bij Waterloo en werd hij in 1815 commandant van een deel van het bezette Parijs.
Pfuel werd in 1818 chef van de generale staf te Koblenz, in 1825 generaal-majoor, in 1826 bevelhebber van een brigade te Maagdenburg, in 1830 van een divisie te Keulen en in 1832 luitenant-generaal. In 1831 herstelde hij tweemaal de orde in het opstandige vorstendom Neuchâtel, waar hij van dat jaar tot 1848 gouverneur was. In 1838 werd hij bevelhebber van het 7e legerkorps te Münster.
Bij het uitbreken van de Maartrevolutie (1848) werd hij gouverneur van Berlijn (11-24 maart), uit welke functie hij werd ontzet toen hij voorkwam dat een eenheid het vuur opende op een opstandige menigte. Hij sloeg in mei van dat jaar de opstand in Posen met geweld neer. Vervolgens informeerde hij in Rusland tsaar Nicolaas I over het verloop van de revolutie in Pruisen en besprak hij met Karl Robert von Nesselrode de Sleeswijk-Holsteinse kwestie.
Koning Frederik Willem IV gaf hem in september de opdracht een nieuwe regering samen te stellen, waarin hij de 21e van die maand zelf premier en minister van Oorlog werd. In deze hoedanigheid verdedigde hij de macht van de koning, maar verklaarde hij op de ingeslagen democratische weg te willen verdergaan. Toen deze tussenpositie onhoudbaar werd, diende hij in oktober zijn ontslag in.
Hij trok zich hierna terug op zijn goed Randau bij Maagdenburg, maar leefde sinds de dood van zijn tweede vrouw in 1854 weer in Berlijn. In 1858 werd hij lid van het Huis van Afgevaardigden, waarin hij zich bij de liberale partij aansloot. Hij stierf in 1866.
Hij was Grootkruis in de Orde van de Rode Adelaar.

## Militaire loopbaan
- Kadett: 1792[3]
- Fähnrich: 12 september 1797[3]
- Leutnant: 8 oktober 1799
- Oberleutnant:
- Hauptmann: 1809-1812[3]
- Major: 28 december[1]
- Oberstleutnant:
- Oberst: 1 januari 1814[1]
- Generalmajor: 19 september 1818 - 1825[3]
- Generalleutnant: 31 december 1831 - 1832[1][3]
- General der Infanterie: 30 maart 1848[2]

## Onderscheidingen
- Pour le Mérite op 28 in december 1814[1][2][3]
  - Eikenloof op 31 december 1831[2] - 1830[3]
  - Kroon in 1864[3]
- IJzeren Kruis, 2e klasse
- Orde van de Rode Adelaar, 3e klasse in 1827[3]
- Orde van de Rode Adelaar, 2e klasse met Eikenloof in 1830[3]
  - Ster in 1831[3]
- Orde van de Rode Adelaar, 1e klasse met Eikenloof in 1836[3]
  - Briljanten op 23 oktober 1842[3]
- Grootkruis in de Orde van de Rode Adelaar
- Ridder in de Orde van de Zwarte Adelaar op 18 januari 1844[3]
- Ridder in de Orde van de Serafijnen op 2 mei 1844[3]
- Ridder in de Orde van Sint-George in 1816[3]

## Werk
- Über Schwimmen und Schwimmschulen (1810)
- Beiträge zur Geschichte des letzten französisch-russischen Kriegs (1814; 1867 heruitgegeven als Der Rückzug der Franzosen aus Rußland)
- Über eine Manöverschule (1834)
- Über Änderung der Friedensorganisation des Generalstabs (1847)
- Memoire über die Schweiz (1847)

Adolf Heinrich von Arnim-Boitzenburg · Ludolf Camphausen · Rudolf von Auerswald · Ernst von Pfuel · Friedrich Wilhelm von Brandenburg · Adalbert von Ladenberg (a.i.) · Otto Theodor von Manteuffel · Karel Anton van Hohenzollern-Sigmaringen · Adolf zu Hohenlohe-Ingelfingen (a.i.) · Otto von Bismarck · Albrecht von Roon · Otto von Bismarck · Leo von Caprivi · Botho zu Eulenburg · Chlodwig zu Hohenlohe-Schillingsfürst · Bernhard von Bülow · Theobald von Bethmann Hollweg · Georg Michaelis · Georg von Hertling · Max van Baden · Paul Hirsch · Heinrich Ströbel · Paul Hirsch · Otto Braun · Adam Stegerwald · Otto Braun · Wilhelm Marx · Otto Braun · Hermann Göring
- Gemeinsame Normdatei: 118593706
- Historisch woordenboek van Zwitserland: 043778
- International Standard Name Identifier: 0000 0000 2342 4800
- Library of Congress Control Number: n82108193
- Nationale Bibliotheek van Polen: a0000002373292
- Virtual International Authority File: 301717166
- WorldCat: E39PBJwMyJ64YGPkQ9p6g9yWXd